# Pseudoseptoria everhartii
Pseudoseptoria everhartii är en svampart som först beskrevs av Sacc. & P. Syd., och fick sitt nu gällande namn av B. Sutton 1980. Pseudoseptoria everhartii ingår i släktet Pseudoseptoria, divisionen sporsäcksvampar och riket svampar.   Inga underarter finns listade i Catalogue of Life.